# 鮗
鮗為輻鰭魚綱鱸形目鱸亞目七夕魚科的其中一種，分布於西北太平洋的日本及台灣海域，體長可達14公分，棲息在礁石區，屬肉食性，雄魚有護卵的行為。

## 擴展閱讀
維基物種上的相關：鮗